# Wimbledon-mesterskabet i damedouble 2025
Wimbledon-mesterskabet i damedouble 2025 er den 102. turnering om Wimbledon-mesterskabet i damedouble. Turneringen er en del af Wimbledon-mesterskaberne 2025, og kampene med deltagelse af 64 par bliver spillet i perioden 2. - 13. juli 2025 i All England Lawn Tennis and Croquet Club i London, Storbritannien.
Mesterskabet blev vundet af Veronika Kudermetova og Elise Mertens, som i finalen besejrede Hsieh Su-Wei og Jeļena Ostapenko med 3-6, 6-2, 6-4, og som dermed opnåede deres første grand slam-titel som makkere. Parret havde tidligere opnået tre turneringssejre, herunder triumfen ved WTA Finals 2022. For Mertens var det karrierens femte grand slam-titel i damedouble, herunder den anden ved Wimbledon-mesterskaberne, idet hun i 2021 vandt titlen for første gang med Hsieh Su-Wei som makker. Kudermetova vandt sin første grand slam-titel. Indtil da havde finalepladsen ved Wimbledon i 2021 været hendes bedste resultat. Hsieh var i Wimbledons damedoublefinale for femte gang, men det var første gang, at hun måtte forlade slutkampen i taberens rolle.
Siden Ruslands invasion af Ukraine i begyndelsen af 2022 havde tennissportens styrende organer, WTA, ATP, ITF og de fire grand slam-turneringer, tilladt, at spillere fra Rusland og Hviderusland fortsat kunne deltage i grand slam-turneringer samt turneringer på ATP Tour og WTA Tour, men de kunne ikke stille op under landenes navne eller flag, og spillerne fra de to lande deltog derfor i turneringen under neutralt flag.

## Pengepræmier og ranglistepoint
Den samlede præmiesum til spillerne i damedouble androg £ 3.017.000 (ekskl. per diem), hvilket var en stigning på 4,4 % i forhold til året før.
| Resultat (antal par)   | Pengepræmier | Pengepræmier | Ændring ift. 2024 | WTA-point |
| Resultat (antal par)   | Pr. par      | Total        | Ændring ift. 2024 | WTA-point |
| ---------------------- | ------------ | ------------ | ----------------- | --------- |
| Vindere (1)            | £ 680.000    | £ 680.000    | +4,6 %            | 2.000     |
| Finalister (1)         | £ 345.000    | £ 345.000    | +4,5 %            | 1.300     |
| Semifinalister (2)     | £ 174.000    | £ 348.000    | +4,2 %            | 780       |
| Kvartfinalister (4)    | £ 87.500     | £ 350.000    | +4,2 %            | 430       |
| Tabere i 3. runde (8)  | £ 43.750     | £ 350.000    | +4,2 %            | 240       |
| Tabere i 2. runde (16) | £ 26.000     | £ 416.000    | +4.0 %            | 130       |
| Tabere i 1. runde (32) | £ 16.500     | £ 528.000    | +4,8 %            | 10        |
| Samlet præmiesum (64)  | -            | £ 3.017.000  | +4,4 %            | -         |

## Turnering

### Deltagere
Turneringen havde deltagelse af 64 par, der var fordelt på:
- 59 direkte kvalificerede par i form af deres ranglisteplacering i double.
- 5 par, der har modtaget et wildcard (markeret med WC).

#### Seedede spillere
De 16 bedst placerede af deltagerne på WTA's verdensrangliste pr. 23. juni 2025 blev seedet:
| Seedning | Rangering | Rangering | Spillere                                    | Resultat        |
| Seedning | Sum       | Ind.      | Spillere                                    | Resultat        |
| -------- | --------- | --------- | ------------------------------------------- | --------------- |
| 1        | 3         | 1 2       | Kateřina Siniaková Taylor Townsend          | Semifinalister  |
| 2        | 10        | 7 3       | Gabriela Dabrowski Erin Routliffe           | Kvartfinalister |
| 3        | 10        | 5         | Sara Errani Jasmine Paolini                 | Anden runde     |
| 4        | 19        | 15 4      | Hsieh Su-Wei Jeļena Ostapenko               | Finalister      |
| 5        | 22        | 14 8      | Mirra Andrejeva Diana Sjnajder              | Tredje runde    |
| 6        | 28        | 10 18     | Asia Muhammad Demi Schuurs                  | Anden runde     |
| 7        | 28        | 12 16     | Ljudmyla Kitjenok Ellen Perez               | Tredje runde    |
| 8        | 32        | 11 21     | Veronika Kudermetova Elise Mertens          | Mestre          |
| 9        | 50        | 27 23     | Tereza Mihalíková Olivia Nicholls           | Første runde    |
| 10       | 56        | 26 30     | Tímea Babos Luisa Stefani                   | Kvartfinalister |
| 11       | 56        | 34 22     | Beatriz Haddad Maia Laura Siegemund         | Tredje runde    |
| 12       | 57        | 28 29     | Jiang Xinyu Wu Fang-Hsien                   | Anden runde     |
| 13       | 61        | 17 44     | Irina Khromatjeva Fanny Stollár             | Tredje runde    |
| 14       | 64        | 51 13     | Jekaterina Aleksandrova Zhang Shuai         | Tredje runde    |
| 15       | 64        | 19 45     | Nicole Melichar-Martinez Ljudmila Samsonova | Tredje runde    |
| 16       | 67        | 31 36     | Caroline Dolehide Sofia Kenin               | Kvartfinalister |

#### Wildcards
Fem par modtog et wildcard til turneringen. Arrangørerne havde ellers mulighed for at uddele op til syv wildcards, men de sidste to pladser gik til de næste to par på WTA's verdensrangliste.
| Spillere                          | Resultat     |
| --------------------------------- | ------------ |
| Emily Appleton Heather Watson     | Første runde |
| Alicia Barnett Eden Silva         | Første runde |
| Jodie Burrage Sonay Kartal        | Anden runde  |
| Hannah Klugman Mika Stojsavljevic | Første runde |
| Ella McDonald Mingge Xu           | Anden runde  |

### Resultater

#### Kvartfinaler, semifinaler og finale
| Kateřina Siniaková |
| Taylor Townsend    |

| Tímea Babos   |
| Luisa Stefani |

| Kateřina Siniaková |
| Taylor Townsend    |

| Hsieh Su-Wei     |
| Jeļena Ostapenko |

| Hsieh Su-Wei     |
| Jeļena Ostapenko |

| Sorana Cîrstea  |
| Anna Kalinskaja |

| Hsieh Su-Wei     |
| Jeļena Ostapenko |

| Olivia Gadecki   |
| Desirae Krawczyk |

| Veronika Kudermetova |
| Elise Mertens        |

| Caroline Dolehide |
| Sofia Kenin       |

| Olivia Gadecki   |
| Desirae Krawczyk |

| Veronika Kudermetova |
| Elise Mertens        |

| Veronika Kudermetova |
| Elise Mertens        |

| Gabriela Dabrowski |
| Erin Routliffe     |

#### Første, anden og tredje runde
| Kateřina Siniaková |
| Taylor Townsend    |

| Anna Bondár     |
| Moyuka Uchijima |

| Kateřina Siniaková |
| Taylor Townsend    |

| McCartney Kessler |
| Clara Tauson      |

| McCartney Kessler |
| Clara Tauson      |

| Harriet Dart |
| Maia Lumsden |

| Kateřina Siniaková |
| Taylor Townsend    |

| Camila Osorio |
| Alycia Parks  |

| Nicole Melichar-Martinez |
| Ljudmila Samsonova       |

| Alicia Barnett |
| Eden Silva     |

| Camila Osorio |
| Alycia Parks  |

| Anna Blinkova |
| Yuan Yue      |

| Nicole Melichar-Martinez |
| Ljudmila Samsonova       |

| Nicole Melichar-Martinez |
| Ljudmila Samsonova       |

| Tímea Babos   |
| Luisa Stefani |

| Jaqueline Cristian |
| Magali Kempen      |

| Tímea Babos   |
| Luisa Stefani |

| Guo Hanyu         |
| Aleksandra Panova |

| Guo Hanyu         |
| Aleksandra Panova |

| Giuliana Olmos |
| Renata Zarazúa |

| Tímea Babos   |
| Luisa Stefani |

| Shuko Aoyama  |
| Ena Shibahara |

| Ljudmyla Kitjenok |
| Ellen Perez       |

| Magda Linette |
| Bernarda Pera |

| Magda Linette |
| Bernarda Pera |

| Xu Yifan      |
| Yang Zhaoxuan |

| Ljudmyla Kitjenok |
| Ellen Perez       |

| Ljudmyla Kitjenok |
| Ellen Perez       |

| Hsieh Su-Wei     |
| Jeļena Ostapenko |

| Oksana Kalasjnikova |
| Jelena Pridankina   |

| Hsieh Su-Wei     |
| Jeļena Ostapenko |

| Marta Kostjuk       |
| Elena-Gabriela Ruse |

| Marta Kostjuk       |
| Elena-Gabriela Ruse |

| Anastasija Sevastova |
| Yanina Wickmayer     |

| Hsieh Su-Wei     |
| Jeļena Ostapenko |

| Ajla Tomljanović |
| Viktorija Tomova |

| Jekaterina Aleksandrova |
| Zhang Shuai             |

| Eri Hozumi      |
| Aldila Sutjiadi |

| Eri Hozumi      |
| Aldila Sutjiadi |

| Nadija Kitjenok      |
| Julija Starodubtseva |

| Jekaterina Aleksandrova |
| Zhang Shuai             |

| Jekaterina Aleksandrova |
| Zhang Shuai             |

| Tereza Mihalíková |
| Olivia Nicholls   |

| Kamilla Rakhimova |
| Anna Sisková      |

| Kamilla Rakhimova |
| Anna Sisková      |

| Angelica Moratelli |
| Sabrina Santamaria |

| Sorana Cîrstea  |
| Anna Kalinskaja |

| Sorana Cîrstea  |
| Anna Kalinskaja |

| Sorana Cîrstea  |
| Anna Kalinskaja |

| Quinn Gleason  |
| Ingrid Martins |

| Mirra Andrejeva |
| Diana Sjnajder  |

| Alexandra Eala |
| Eva Lys        |

| Quinn Gleason  |
| Ingrid Martins |

| Emily Appleton |
| Heather Watson |

| Mirra Andrejeva |
| Diana Sjnajder  |

| Mirra Andrejeva |
| Diana Sjnajder  |

| Asia Muhammad |
| Demi Schuurs  |

| Leylah Fernandez |
| Lulu Sun         |

| Asia Muhammad |
| Demi Schuurs  |

| Kimberly Birrell |
| Maya Joint       |

| Kimberly Birrell |
| Maya Joint       |

| Ulrikke Eikeri  |
| Makoto Ninomiya |

| Kimberly Birrell |
| Maya Joint       |

| Lucia Bronzetti |
| Ann Li          |

| Olivia Gadecki   |
| Desirae Krawczyk |

| Olivia Gadecki   |
| Desirae Krawczyk |

| Olivia Gadecki   |
| Desirae Krawczyk |

| Tang Qianhui |
| Zhu Lin      |

| Jiang Xinyu   |
| Wu Fang-Hsien |

| Jiang Xinyu   |
| Wu Fang-Hsien |

| Caroline Dolehide |
| Sofia Kenin       |

| Bibiane Schoofs   |
| Dajana Jastremska |

| Caroline Dolehide |
| Sofia Kenin       |

| Ella McDonald |
| Mingge Xu     |

| Ella McDonald |
| Mingge Xu     |

| Linda Nosková    |
| Rebecca Šramková |

| Caroline Dolehide |
| Sofia Kenin       |

| Julija Putintseva |
| Peyton Stearns    |

| Chan Hao-Ching     |
| Barbora Krejčíková |

| Chan Hao-Ching     |
| Barbora Krejčíková |

| Chan Hao-Ching     |
| Barbora Krejčíková |

| Cristina Bucșa |
| Miyu Kato      |

| Sara Errani     |
| Jasmine Paolini |

| Sara Errani     |
| Jasmine Paolini |

| Veronika Kudermetova |
| Elise Mertens        |

| Hannah Klugman     |
| Mika Stojsavljevic |

| Veronika Kudermetova |
| Elise Mertens        |

| Marie Bouzková |
| Anna Danilina  |

| Marie Bouzková |
| Anna Danilina  |

| Katarzyna Piter |
| Mayar Sherif    |

| Veronika Kudermetova |
| Elise Mertens        |

| Jodie Burrage |
| Sonay Kartal  |

| Beatriz Haddad Maia |
| Laura Siegemund     |

| Jéssica Bouzas Maneiro |
| Yvonne Cavallé Reimers |

| Jodie Burrage |
| Sonay Kartal  |

| Hailey Baptiste |
| Caty McNally    |

| Beatriz Haddad Maia |
| Laura Siegemund     |

| Beatriz Haddad Maia |
| Laura Siegemund     |

| Irina Khromatjeva |
| Fanny Stollár     |

| Aleksandra Krunić |
| Suzan Lamens      |

| Irina Khromatjeva |
| Fanny Stollár     |

| Anastasia Dețiuc  |
| Iryna Sjymanovitj |

| Anastasia Dețiuc  |
| Iryna Sjymanovitj |

| Isabelle Haverlag |
| Arantxa Rus       |

| Irina Khromatjeva |
| Fanny Stollár     |

| Miriam Škoch        |
| Markéta Vondroušová |

| Gabriela Dabrowski |
| Erin Routliffe     |

| Polina Kudermetova |
| Zeynep Sönmez      |

| Polina Kudermetova |
| Zeynep Sönmez      |

| Wang Xinyu   |
| Zheng Saisai |

| Gabriela Dabrowski |
| Erin Routliffe     |

| Gabriela Dabrowski |
| Erin Routliffe     |